# Gran Premio di superbike di Laguna Seca 2004
Il Gran Premio di superbike di Laguna Seca 2004 è stato la settima prova su undici del campionato mondiale Superbike 2004, disputato l'11 luglio sul circuito di Laguna Seca, in gara 1 ha visto la vittoria di Chris Vermeulen davanti a Pierfrancesco Chili e Steve Martin, lo stesso pilota si è ripetuto anche in gara 2, davanti a James Toseland e Régis Laconi.
Non era prevista alcuna prova statunitense per il campionato mondiale Supersport 2004.
Fino al campionato mondiale Superbike 2013 non ci sarà nessuna prova del campionato mondiale Superbike ospitata su questo circuito.

## Risultati

### Gara 1

#### Arrivati al traguardo[3]
| Pos. | Nº | Pilota               | Squadra                    | Motocicletta      | Giri | Tempo     | Griglia | Punti |
| ---- | -- | -------------------- | -------------------------- | ----------------- | ---- | --------- | ------- | ----- |
| 1º   | 17 | Chris Vermeulen      | Ten Kate Honda             | Honda CBR 1000RR  | 28   | 41:03.371 | 3º      | 25    |
| 2º   | 7  | Pierfrancesco Chili  | PSG - 1 Corse              | Ducati 998 RS     | 28   | +0:04.127 | 4º      | 20    |
| 3º   | 99 | Steve Martin         | D.F.Xtreme Sterilgarda     | Ducati 999 RS     | 28   | +0:05.707 | 1º      | 16    |
| 4º   | 52 | James Toseland       | Ducati Fila                | Ducati 999 F04    | 28   | +0:08.347 | 2º      | 13    |
| 5º   | 55 | Régis Laconi         | Ducati Fila                | Ducati 999 F04    | 28   | +0:08.390 | 6º      | 11    |
| 6º   | 41 | Noriyuki Haga        | Renegade Ducati            | Ducati 999 RS     | 28   | +0:18.560 | 16º     | 10    |
| 7º   | 24 | Garry McCoy          | Xerox - Ducati Nortel Net. | Ducati 999 RS     | 28   | +0:21.290 | 7º      | 9     |
| 8º   | 6  | Mauro Sanchini       | Kawasaki Bertocchi         | Kawasaki ZX 10    | 28   | +0:31.795 | 11º     | 8     |
| 9º   | 91 | Leon Haslam          | Renegade Ducati            | Ducati 999 RS     | 28   | +0:34.166 | 8º      | 7     |
| 10º  | 4  | Troy Corser          | Foggy Petronas Racing      | Petronas FP1      | 28   | +0:38.175 | 5º      | 6     |
| 11º  | 20 | Marco Borciani       | D.F.Xtreme Sterilgarda     | Ducati 999 RS     | 28   | +0:43.554 | 13º     | 5     |
| 12º  | 19 | Lucio Pedercini      | Pedercini                  | Ducati 998 RS     | 28   | +0:57.948 | 10º     | 4     |
| 13º  | 5  | Piergiorgio Bontempi | Zongshen                   | Suzuki GSX-R 1000 | 28   | +1:18.252 | 14º     | 3     |
| 14º  | 22 | Horst Saiger         | Life Haus RT               | Yamaha YZF R1     | 28   | +1:22.532 | 19º     | 2     |

#### Ritirati
| Nº | Pilota            | Squadra                | Motocicletta      | Giri | Griglia |
| -- | ----------------- | ---------------------- | ----------------- | ---- | ------- |
| 9  | Chris Walker      | Foggy Petronas Racing  | Petronas FP1      | 26   | 17º     |
| 12 | Warwick Nowland   | Zongshen               | Suzuki GSX-R 1000 | 26   | 20º     |
| 69 | Gianluca Nannelli | Pedercini              | Ducati 998 RS     | 17   | 12º     |
| 8  | Ivan Clementi     | Kawasaki Bertocchi     | Kawasaki ZX 10    | 15   | 9º      |
| 25 | Alessio Velini    | UnionBike GiMotorsport | Yamaha YZF R1     | 9    | 15º     |
| 23 | Jiří Mrkývka      | JM SBK                 | Ducati 998 RS     | 7    | 18º     |

### Gara 2

#### Arrivati al traguardo[4]
| Pos. | Nº | Pilota               | Squadra                    | Motocicletta      | Giri | Tempo     | Griglia | Punti |
| ---- | -- | -------------------- | -------------------------- | ----------------- | ---- | --------- | ------- | ----- |
| 1º   | 17 | Chris Vermeulen      | Ten Kate Honda             | Honda CBR 1000RR  | 28   | 40:56.568 | 3º      | 25    |
| 2º   | 52 | James Toseland       | Ducati Fila                | Ducati 999 F04    | 28   | +0:00.465 | 2º      | 20    |
| 3º   | 55 | Régis Laconi         | Ducati Fila                | Ducati 999 F04    | 28   | +0:13.520 | 6º      | 16    |
| 4º   | 41 | Noriyuki Haga        | Renegade Ducati            | Ducati 999 RS     | 28   | +0:13.742 | 16º     | 13    |
| 5º   | 7  | Pierfrancesco Chili  | PSG - 1 Corse              | Ducati 998 RS     | 28   | +0:21.770 | 4º      | 11    |
| 6º   | 99 | Steve Martin         | D.F.Xtreme Sterilgarda     | Ducati 999 RS     | 28   | +0:27.964 | 1º      | 10    |
| 7º   | 24 | Garry McCoy          | Xerox - Ducati Nortel Net. | Ducati 999 RS     | 28   | +0:43.631 | 7º      | 9     |
| 8º   | 20 | Marco Borciani       | D.F.Xtreme Sterilgarda     | Ducati 999 RS     | 28   | +0:48.268 | 13º     | 8     |
| 9º   | 6  | Mauro Sanchini       | Kawasaki Bertocchi         | Kawasaki ZX 10    | 28   | +0:49.327 | 11º     | 7     |
| 10º  | 8  | Ivan Clementi        | Kawasaki Bertocchi         | Kawasaki ZX 10    | 28   | +0:54.021 | 9º      | 6     |
| 11º  | 19 | Lucio Pedercini      | Pedercini                  | Ducati 998 RS     | 28   | +1:09.618 | 10º     | 5     |
| 12º  | 5  | Piergiorgio Bontempi | Zongshen                   | Suzuki GSX-R 1000 | 28   | +1:24.444 | 14º     | 4     |
| 13º  | 12 | Warwick Nowland      | Zongshen                   | Suzuki GSX-R 1000 | 27   | +1 giro   | 20º     | 3     |
| 14º  | 22 | Horst Saiger         | Life Haus RT               | Yamaha YZF R1     | 27   | +1 giro   | 19º     | 2     |

#### Ritirati
| Nº | Pilota            | Squadra                    | Motocicletta  | Giri | Griglia |
| -- | ----------------- | -------------------------- | ------------- | ---- | ------- |
| 91 | Leon Haslam       | Renegade Ducati            | Ducati 999 RS | 21   | 8º      |
| 4  | Troy Corser       | Foggy Petronas Racing      | Petronas FP1  | 17   | 5º      |
| 9  | Chris Walker      | Foggy Petronas Racing      | Petronas FP1  | 7    | 17º     |
| 25 | Alessio Velini    | UnionBike GiMotorsport     | Yamaha YZF R1 | 6    | 15º     |
| 50 | Miguel Praia      | Xerox - Ducati Nortel Net. | Ducati 999 RS | 2    | 21º     |
| 23 | Jiří Mrkývka      | JM SBK                     | Ducati 998 RS | 0    | 18º     |
| 69 | Gianluca Nannelli | Pedercini                  | Ducati 998 RS | 0    | 12º     |